# Norwich City
Norwich City (offiziell: Norwich City Football Club) – auch bekannt als The Canaries (deutsch Die Kanarienvögel) – ist ein Fußballclub aus der englischen Stadt Norwich. Der Kanarienvogel von Norwich, einst das Haustier der Webergilde in der ostenglischen Stadt, ist heute das Maskottchen des Norwich City Football Club. Der Club trägt auch den Spitznamen nach diesen Vögeln. Gegründet wurde der Verein 1902. Zu den größten Erfolgen der Vereinsgeschichte gehören der Gewinn des League Cups in den Jahren 1962 und 1985 sowie ein dritter Platz in der neu eingeführten Premier League 1992/93. Der Verein spielt aktuell in der EFL Championship. Seine Heimspiele trägt er im 27.033 Zuschauer fassenden Stadion an der Carrow Road aus.

## Geschichte

### Die ersten Jahre und Start in der Football League (1902–1971)
Der Verein wurde 1902 gegründet und spielte an der Newmarket Road. 1908 wechselte der Club an die Rosary Road. Dieses Stadion wurde „Das Nest“ genannt. Im Jahr 1935 bezog man dann aufgrund der steigenden Zuschauerzahlen das Stadion an der Carrow Road, wo der Verein noch heute beheimatet ist. Dort erreichte der Klub am 30. März 1963 im FA-Cup gegen Leicester City mit 43.984 Zuschauern auch seinen bislang besten Zuschauerzuspruch.
Norwich verbrachte die ersten Jahre der Vereinsgeschichte in unterklassigen Ligen, ehe 1920 nach Einführung der Third Division der Einstieg in die Football League gelang. 1934 gelang der Aufstieg in die Second Division, in der die Mannschaft bis zum Abstieg 1939 spielte. Nach Unterbrechung des Spielbetriebs durch den Zweiten Weltkrieg startete City in der Third Division und verblieb in dieser Spielklasse bis zum erneuten Aufstieg in die zweite Liga in der Saison 1959/60. Im FA Cup 1958/59 gelang dem Drittligisten der Einzug ins Halbfinale, nachdem die Mannschaft in der dritten Runde Manchester United und in der fünften Runde die Tottenham Hotspur bezwungen hatte. Den ersten Titel der Vereinsgeschichte sicherte sich der Verein im League Cup 1961/62. Nach einem 3:0-Auswärtserfolg beim AFC Rochdale gewann Norwich das Rückspiel zu Hause mit 1:0 und gewann damit den Ligapokal.

### Erstmaliger Aufstieg in die First Division (1972–1980)
Zwölf Jahre später gelang dem Verein unter Trainer Ron Saunders der erstmalige Aufstieg in die Football League First Division. City hatte sich zuvor die Zweitliga-Meisterschaft mit einem Punkt Vorsprung auf Birmingham City gesichert. Die erste Saison in der First Division 1972/73 beendete Norwich auf dem zwanzigsten Tabellenrang und sicherte sich den Klassenerhalt lediglich aufgrund von zwei Punkten Vorsprung auf Absteiger Crystal Palace. Im gleichen Jahr zogen die Kanarienvögel erstmals in ein Finale in Wembley ein. Die Finalpartie im League Cup 1972/73 verlor das Team jedoch mit 0:1 gegen Tottenham Hotspur. In der Saison 1973/74 musste der Verein hingegen bereits in der zweiten Saison als Tabellenletzter wieder aus der ersten Liga absteigen. Durch einen dritten Platz 1974/75 gelang City jedoch die direkte Rückkehr ins Oberhaus des englischen Fußballs, zudem zog Norwich bereits zum dritten Mal in ein Ligapokal-Finale ein. Dort musste die Mannschaft jedoch zum zweiten Mal eine Niederlage hinnehmen, dieses Mal mit 0:1 gegen das von Ron Saunders (bis 1973 bei Norwich als Trainer) trainierte Aston Villa. Dafür erreichte der Aufsteiger in der First Division 1975/76 als Zehnter souverän den Klassenerhalt. In den folgenden vier Jahren fand sich die Mannschaft unter Trainer John Bond im Mittelfeld bzw. unteren Drittel der Tabelle wieder.

### Zwischen First und Second Division (1980–1989)
In der Hinrunde der First Division 1980/81 verließ Trainer John Bond am 31. Oktober 1980 den Verein und wechselte zum Ligarivalen Manchester City. Einen Tag später übernahm der bisherige Co-Trainer Ken Brown den Trainerposten in Norwich. Am Saisonende stieg der Verein jedoch nach sechs Jahren Erstklassigkeit wieder in die Second Division ab. Wie bereits sieben Jahre zuvor schaffte der Verein durch einen dritten Platz den direkten Wiederaufstieg und sicherte sich in der Saison 1982/83 als Vierzehnter den Klassenerhalt. Stürmer John Deehan erzielte zwanzig Ligatreffer und lag damit in der Torjägerliste gemeinsam mit John Wark von Ipswich Town und Bob Latchford von Swansea City auf dem dritten Platz. 1984/85 stieg City ein weiteres Mal aus der ersten Liga ab. Trainer Ken Brown holte mit seiner Mannschaft um Chris Woods, Dave Watson, Steve Bruce und Mick Channon dafür nach 1962 den zweiten Titel im Ligapokalfinale 1985. Im Finale bezwang Norwich den späteren Mitabsteiger AFC Sunderland mit 1:0. Zum dritten Mal in Folge erreichte City 1985/86 den direkten Wiederaufstieg, dieses Mal durch den Gewinn der Zweitliga-Meisterschaft vor Charlton Athletic. In der First Division 1986/87 belegte der Aufsteiger am Saisonende den fünften Platz und schaffte damit die beste Platzierung der bisherigen Vereinsgeschichte. Durch die internationale Sperre aller englischen Fußballmannschaften infolge der Katastrophe von Heysel verpasste der Verein jedoch den ersten Start in einem internationalen Wettbewerb. Eine weitere Steigerung in der Liga erfolgte zwei Jahre später unter dem neuen Trainer Dave Stringer in der Saison 1988/89 als Tabellenvierter. Erneut konnte der Verein aufgrund der internationalen Sperre nicht im UEFA-Pokal starten. Erfolgreich agierte die Mannschaft zudem im FA Cup 1988/89 und scheiterte erst im Halbfinale mit 0:1 am FC Everton.

### Dritter in der Premier League und Abstieg zwei Jahre später (1989–1995)
In der Saison 1991/92 reichte ein lediglich achtzehnter Platz mit drei Punkten Vorsprung auf Absteiger Luton Town zum Klassenerhalt. Im FA Cup 1991/92 erreichte die Mannschaft dafür das Halbfinale und scheiterte dort mit 0:1 am AFC Sunderland. Nach der schlechten Vorjahresplatzierung gestaltete sich der Saisonverlauf in der neu eingeführten Premier League 1992/93 umso überraschender. Die Mannschaft des walisischen Trainers Mike Walker führte lange Zeit die Tabelle an und erreichte am Saisonende hinter Meister Manchester United und dem Zweiten Aston Villa mit dem dritten Platz die bis heute beste Ligaplatzierung der Vereinsgeschichte. Mark Robins wurde mit fünfzehn Ligatreffer bester Torschütze der Mannschaft. Durch diesen Erfolg startet City im UEFA-Pokal 1993/94 erstmals im Europapokal und erreichte nach Erfolgen über Vitesse Arnheim (3:0 und 0:0) und den FC Bayern München (2:1 und 1:1) die dritte Runde. Dort erfolgte gegen den späteren Titelträger Inter Mailand mit zwei 0:1-Niederlagen das Aus. Trainer Mike Walker verließ Norwich am 6. Januar 1994, um neuer Trainer des FC Everton zu werden. Mit dem neuen Trainer und ehemaligen Spieler John Deehan beendete der Verein die Premier League 1993/94 lediglich auf dem zwölften Platz. Dem 21-jährigen Angreifer Chris Sutton gelang dabei mit fünfundzwanzig Ligatoren eine sehr gute Spielzeit. Im Sommer 1994 verließ er jedoch den Verein und wechselte zu den Blackburn Rovers. In der Premier League 1994/95 stieg Norwich als Drittletzter nur zwei Jahre nach dem dritten Platz in der Eröffnungssaison aus der ersten Liga ab.

### Rückkehr in die Premier League (1995–2004)
Zu Beginn der Saison 1995/96 übernahm der Nordire Martin O’Neill den Trainerposten. Bereits im Dezember 1995 verließ er den Verein jedoch nach Differenzen mit dem Vorstand. Unter dem Nachfolger Gary Megson verpasste Norwich den Wiederaufstieg ebenso wie 1997 und 1998 unter dem zurückgekehrten Erfolgstrainer von 1993, Mike Walker. Dieser wurde bereits vor Saisonende am 30. April 1998 entlassen. Zu Beginn der Saison 1998/99 verpflichtete der Vorstand Bruce Rioch als neuen Trainer. Auch unter dem Schotten verpasste Norwich als Neunter die Rückkehr in die Premier League deutlich. Nach einem erneut nicht zufriedenstellenden Saisonverlauf 1999/00 wurde auch Rioch am 13. März 2000 entlassen. Erst unter dem seit Dezember 2000 im Amt befindlichen Nigel Worthington erreichte City durch einen sechsten Platz in der Saison 2001/02 die Play-offs. Nach einem Erstrundenerfolg über die Wolverhampton Wanderers verlor Norwich jedoch das Finale gegen Birmingham City nach Elfmeterschießen. Zwei Jahre später führte Worthington den Verein zur Meisterschaft in der zweiten Liga und schaffte damit nach neun Jahren den Aufstieg in die erste Liga.

### Direkter Wiederabstieg und Abstieg in die League One (2004–2009)
Die Rückkehr in die Premier League 2004/05 war jedoch nicht von Dauer, vielmehr folgte der direkte Wiederabstieg als Tabellenvorletzter. Nach einem neunten Platz in der Football League Championship 2005/06 und einem Fehlstart in die Saison 2006/07 wurde Nigel Worthington am 1. Oktober 2006 nach knapp sechs Jahren in Norwich entlassen. Fast genau ein Jahr später trennte sich der Vorstand auch von Worthingtons Nachfolger Peter Grant, unter dem sich die sportliche Situation nicht verbessert hatte. Nach dem knapp erreichten Klassenerhalt in der Saison 2007/08 stieg Norwich 2008/09 als Drittletzter erstmals seit 49 Jahren wieder in die dritte Liga ab.

### Von der dritten Liga in die Premier League (2009–2015)
Bereits nach zwei Spielen der Saison 2009/10 und einer 1:7-Auftaktniederlage wurde Trainer Bryan Gunn am 13. August 2009 entlassen und fünf Tage später Paul Lambert als neuer Trainer verpflichtet. Mit ihm gewann Norwich die Meisterschaft in der Football League One 2009/10 und kehrte damit nach einem Jahr in die zweite Liga zurück. Der Aufsteiger konnte seine gute Form auch in der Football League Championship 2010/11 bewahren und schaffte als Vizemeister hinter den Queens Park Rangers den direkten Durchmarsch in die erste Liga. In der Premier League 2011/12 sicherte sich die Mannschaft als Tabellenzwölfter souverän den Klassenerhalt, musste jedoch nach Ablauf der Saison den Abgang von Erfolgstrainer Paul Lambert verkraften, der zum Ligarivalen Aston Villa wechselte. Als sein Nachfolger wurde am 7. Juni 2012 Chris Hughton vorgestellt. Am Ende der Saison 2013/14 stieg die Mannschaft wieder in die zweite Liga ab, konnte sich jedoch nur ein Jahr später den direkten Wiederaufstieg sichern.

### Aufstieg in die Premier League 2019, direkter Wiederabstieg 2020 und Wiederaufstieg 2021
Norwich City schaffte Ende April 2019 mit dem deutschen Trainer Daniel Farke einen Spieltag vor dem Ende der Saison der zweitklassigen Championship nach drei Jahren in der 2. Liga den Aufstieg in die Premier League. In der darauffolgenden Saison 2019/2020 stieg daraufhin Norwich City direkt wieder ab. In der Saison 2020/21 holte Norwich City mit 97 Punkten den ersten Platz in der EFL Championship und stieg somit wieder in die Premier League auf, um aber nach der Folgesaison wieder abzusteigen.

## Titel und Erfolge
- League-Cup-Sieger (2): 1962, 1985
- League-Cup-Finalist (2): 1973, 1975

## Rivalität
Eine der ausgeprägtesten Rivalitäten im englischen Fußball herrscht zwischen Norwich City und Ipswich Town. Der Sieg im East Anglian derby gilt daher als besonders prestigeträchtig.

## Trivia
Von 2010 bis 2016 saß der britische Komiker, Drehbuchautor und Regisseur Stephen Fry im Aufsichtsrat des Klubs. Größte Anteilseignerin ist zusammen mit ihrem Ehemann die Köchin und in England sehr erfolgreiche Kochbuchautorin Delia Smith.

## Kader der Saison 2024/25
Stand: 5. Februar 2025
| Nr.        | Nat.               | Name                 | Geburtstag    | Bei Norwich seit |     |
| Tor        | Tor                | Tor                  | Tor           | Tor              | Tor |
| ---------- | ------------------ | -------------------- | ------------- | ---------------- | --- |
| 01         | Schottland         | Angus Gunn           | 22. Jan. 1996 | 2021             |     |
| 12         | England            | George Long          | 5. Nov. 1993  | 2023             |     |
| 37         | Schottland         | Archie Mair          | 2. Jan. 2001  | 2024             |     |
| 38         | Wales              | Daniel Barden        | 2. Jan. 2001  | 2020             |     |
| Abwehr     |                    |                      |               |                  |     |
| 03         | England            | Jack Stacey          | 6. Apr. 1996  | 2026             |     |
| 04         | Irland             | Shane Duffy          | 1. Jan. 1992  | 2026             |     |
| 05         | Schottland         | Grant Hanley         | 20. Nov. 1991 | 2017             |     |
| 06         | England            | Callum Doyle         | 3. Okt. 2003  | 2024             |     |
| 14         | England            | Ben Chrisene         | 12. Jan. 2004 | 2024             |     |
| 33         | Panama             | José Córdoba         | 3. Juni 2001  | 2024             |     |
| 35         | England            | Kellen Fisher        | 5. Mai 2004   | 2023             |     |
| 40         | England            | Brad Hills           | 10. März 2004 | 2024             |     |
| 45         | Vereinigte Staaten | Jonathan Tomkinson   | 11. Apr. 2002 | 2023             |     |
| 50         | England            | Jaden Warner         | 28. Okt. 2002 | 2024             |     |
| Mittelfeld |                    |                      |               |                  |     |
| 08         | England            | Liam Gibbs           | 16. Dez. 2002 | 2021             |     |
| 18         | Ghana              | Amankwah Forson      | 31. Dez. 2002 | 2024             |     |
| 19         | Danemark           | Jacob Lungi Sørensen | 3. März 1998  | 2020             |     |
| 23         | Schottland         | Kenny McLean         | 8. Jan. 1992  | 2018             |     |
| 26         | Chile              | Marcelino Núñez      | 1. März 2000  | 2022             |     |
| Angriff    |                    |                      |               |                  |     |
| 07         | Spanien            | Borja Sainz          | 1. Feb. 2001  | 2023             |     |
| 09         | Vereinigte Staaten | Josh Sargent         | 20. Feb. 2000 | 2021             |     |
| 10         | England            | Ashley Barnes        | 30. Okt. 1998 | 2023             |     |
| 16         | Schweiz            | Christian Fassnacht  | 11. Nov. 1993 | 2023             |     |
| 25         | Kuba               | Onel Hernández       | 1. Feb. 1993  | 2018             |     |
| 27         | England            | Jonathan Rowe        | 30. Apr. 2003 | 2022             |     |
| 42         | Irland             | Tony Springett       | 22. Sep. 2002 | 2023             |     |
| 47         | England            | Abu Kamara           | 21. Juli 2003 | 2023             |     |
|            | England            | Lewis Dobbin         | 3. Jan. 2003  | 2025             |     |

## Trainer
- John Bowman (1905–1907)

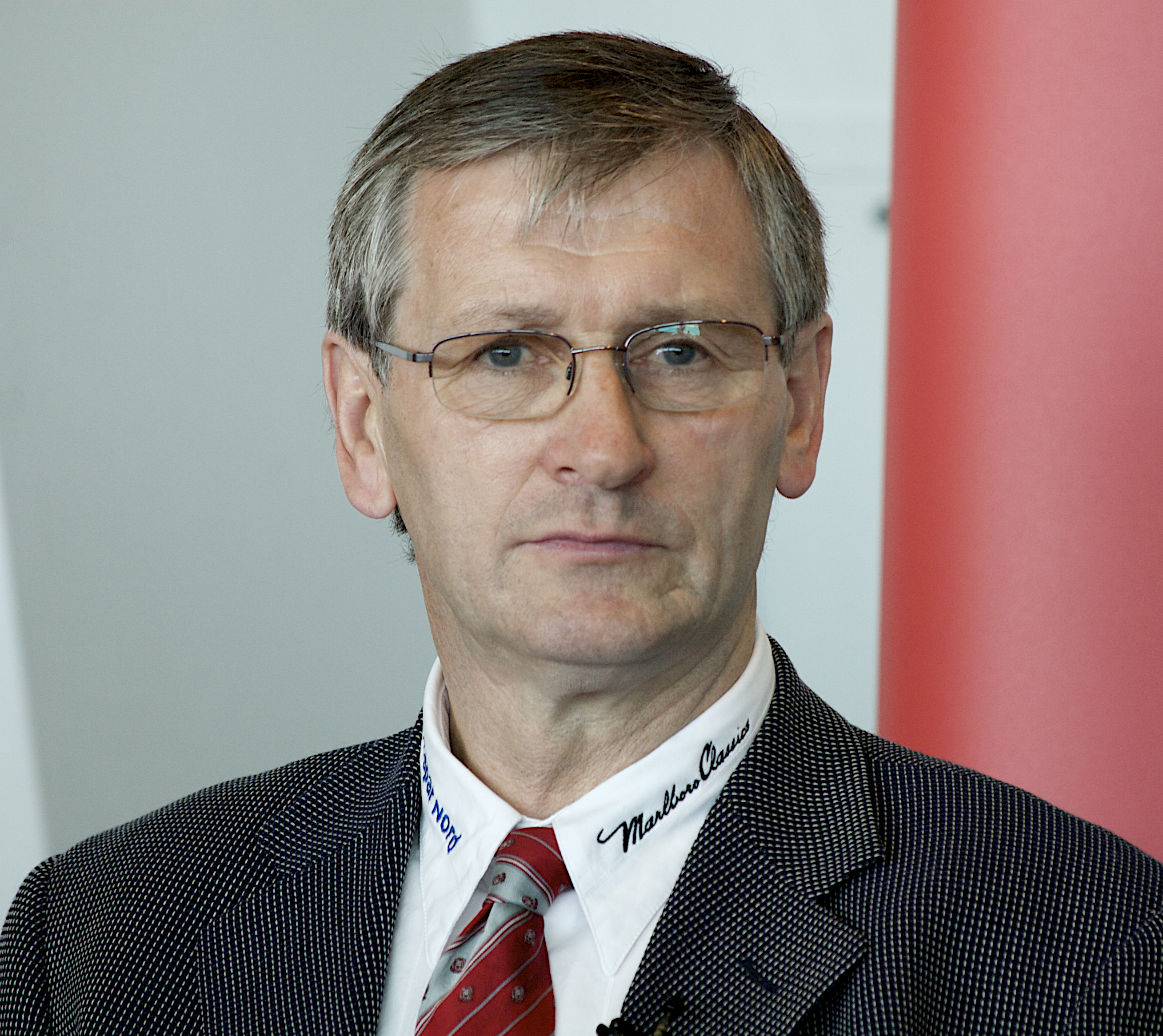
Bruce Rioch trainierte den Verein von 1998 bis 2000

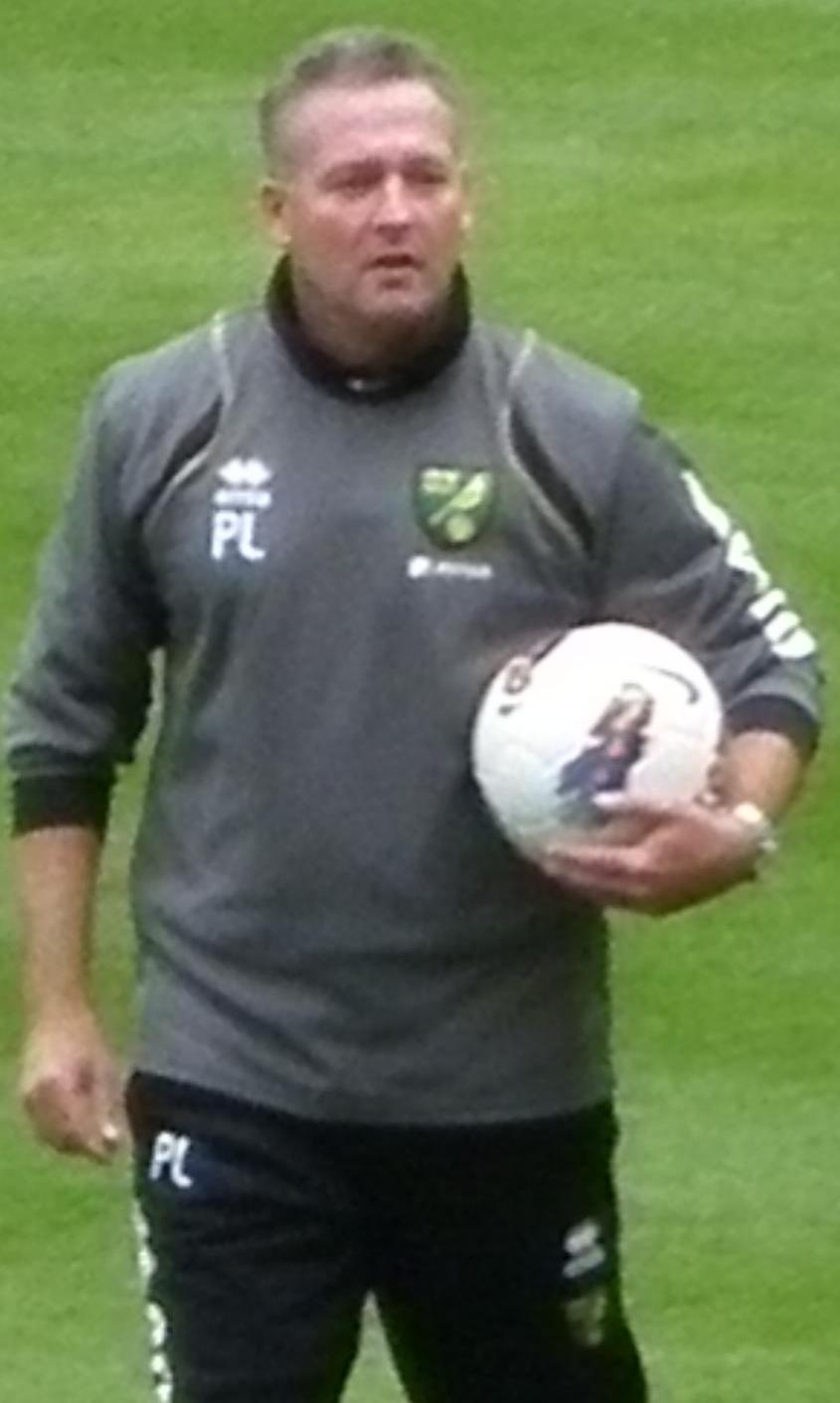
Der frühere schottische Nationalspieler Paul Lambert führte Norwich 2011 in die Premier League

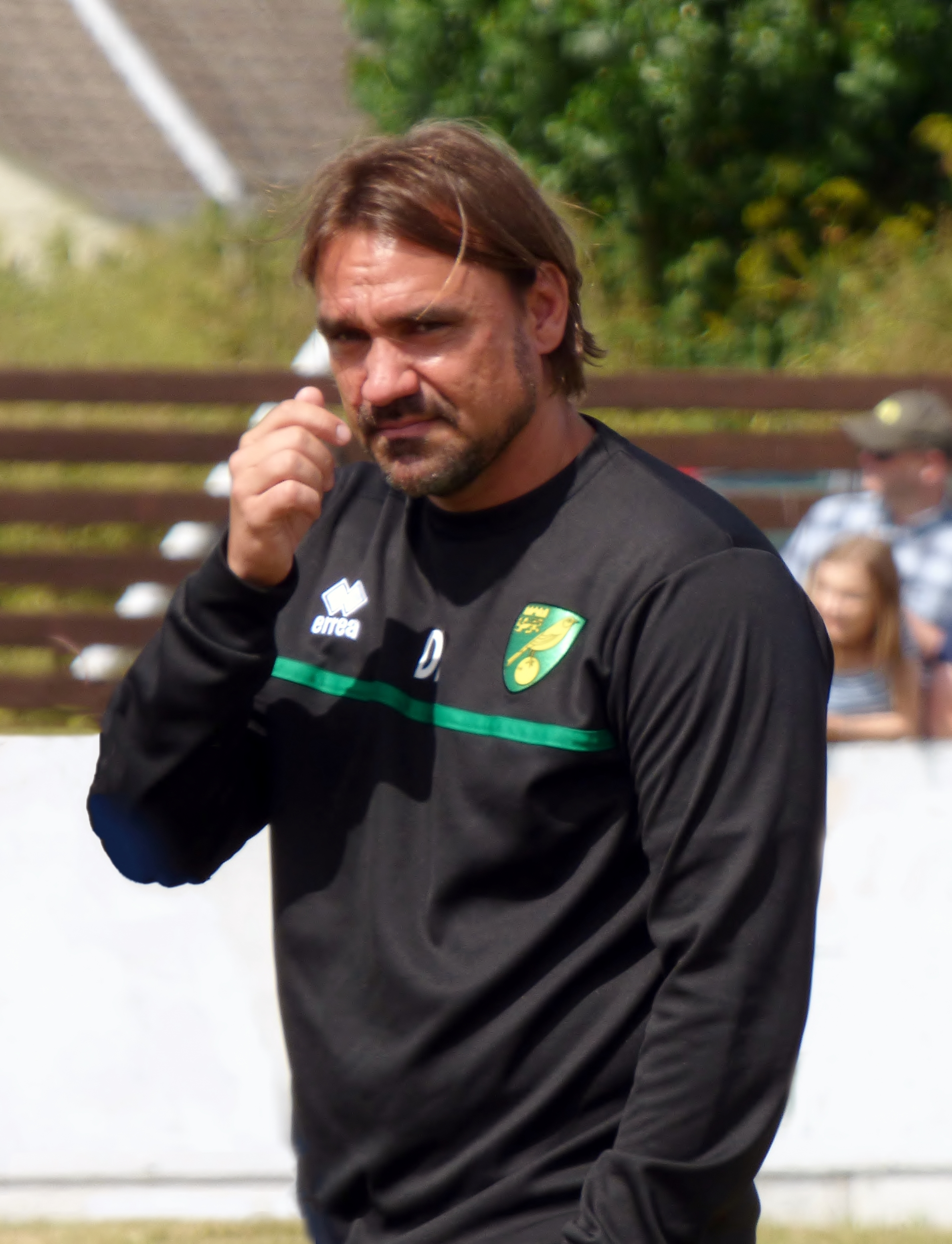
Daniel Farke stieg mit Norwich zwischen 2017 und 2021 zwei Mal in die Premier League auf

- James McEwen (1907–1908)
- Arthur Turner (1909–1910)
- Bert Stansfield (1910–1915)
- Frank Buckley (1919–1920)
- Charles O’Hagan (1920–1921)
- Bert Gosnell (1921–1926)
- Bert Stansfield (1926)
- Cecil Potter (1926–1929)
- Jimmy Kerr (1929–1933)
- Tom Parker (1933–1937)
- Bob Young (1937–1938)
- Jimmy Jewell (1939)
- Duggie Lochhead (1945–1946)
- Cyril Spiers (1946–1947)
- Duggie Lochhead (1947–1950)
- Norman Low (1950–1955)
- Tom Parker (1955–1957)
- Archie Macaulay (1957–1961)
- Willie Reid (1961–1962)
- George Swindin (1962)
- Ron Ashman (1962–1966)
- Lol Morgan (1966–1969)
- Ron Saunders (1969–1973)
- John Bond (1973–1980)
- Ken Brown (1980–1987)
- Dave Stringer (1987–1992)
- Mike Walker (1992–1994)
- John Deehan (1994–1995)
- Martin O’Neill (1995)
- Gary Megson (1995–1996)
- Mike Walker (1996–1998)
- John Faulkner (1998)
- Bruce Rioch (1998–2000)
- Bryan Hamilton (2000)
- Nigel Worthington (2000–2006)
- Martin Hunter (2006)
- Peter Grant (2006–2007)
- Jim Duffy (2007)
- Glenn Roeder (2007–2009)
- Bryan Gunn (2009)
- Ian Butterworth (2009)
- Paul Lambert (2009–2012)
- Chris Hughton (2012–2014)
- Neil Adams (2014–2015)
- Alex Neil (2015–2017)
- Alan Irvine (2017)
- Daniel Farke (2017–2021)
- Dean Smith (2021–2022)
- Allan Russell (2022–2023)
- David Wagner (2023–2024)
- Johannes Hoff Thorup (2024–2025)
- Liam Manning (seit 2025)

## Spieler des Jahres
Seit 1967 wird jährlich der beste Spieler des Jahres von Norwich City durch die Fans gewählt.
- 1967:  Terry Allcock
- 1968:  Hugh Curran
- 1969:  Ken Foggo
- 1970:  Duncan Forbes
- 1971:  Ken Foggo
- 1972:  Dave Stringer
- 1973:  Kevin Keelan
- 1974:  Kevin Keelan
- 1975:  Colin Suggett
- 1976:  Martin Peters
- 1977:  Martin Peters
- 1978:  John Ryan
- 1979:  Tony Powell
- 1980:  Kevin Bond
- 1981:  Joe Royle
- 1982:  Greg Downs
- 1983:  Dave Watson
- 1984:  Chris Woods
- 1985:  Steve Bruce
- 1986:  Kevin Drinkell
- 1987:  Kevin Drinkell
- 1988:  Bryan Gunn
- 1989:  Dale Gordon
- 1990:  Mark Bowen
- 1991:  Ian Culverhouse
- 1992:  Robert Fleck
- 1993:  Bryan Gunn
- 1994:  Chris Sutton
- 1995:  Jon Newsome
- 1996:  Spencer Prior
- 1997:  Darren Eadie
- 1998:  Matt Jackson
- 1999:  Iwan Roberts
- 2000:  Iwan Roberts
- 2001:  Andy Marshall
- 2002:  Gary Holt
- 2003:  Adam Drury
- 2004:  Craig Fleming
- 2005:  Darren Huckerby
- 2006:  Gary Doherty
- 2007:  Darren Huckerby
- 2008:  Dion Dublin
- 2009:  Lee Croft
- 2010:  Grant Holt
- 2011:  Grant Holt
- 2012:  Grant Holt
- 2013:  Sébastien Bassong
- 2014:  Robert Snodgrass
- 2015:  Bradley Johnson
- 2016:  Jonny Howson
- 2017:  Wes Hoolahan
- 2018:  James Maddison
- 2019:  Teemu Pukki
- 2020:  Tim Krul
- 2021:  Emiliano Buendía
- 2022:  Teemu Pukki
- 2023:  Gabriel Sara
- 2024:  Kenny McLean

## Ligazugehörigkeit
- 1920–1934: Football League Third Division
- 1934–1939: Football League Second Division
- 1946–1960: Football League Third Division
- 1960–1972: Football League Second Division
- 1972–1974: Football League First Division
- 1974/75: Football League Second Division
- 1975–1981: Football League First Division
- 1981/82: Football League Second Division
- 1982–1985: Football League First Division
- 1985/86: Football League Second Division
- 1986–1992: Football League First Division
- 1992–1995: FA Premier League
- 1995–2004: Football League First Division
- 2004/05: Premier League
- 2005–2009: Football League Championship
- 2009/10: Football League One
- 2010/11: Football League Championship
- 2011–2014: Premier League
- 2014/15: Football League Championship
- 2015/16: Premier League
- 2016–2019: EFL Championship
- 2019/20: Premier League
- 2020/21: EFL Championship
- 2021/22: Premier League
- seit 2022: EFL Championship